# Rábaszentmiklós
Rábaszentmiklós è un comune di 152 abitanti situato nella contea di Győr-Moson-Sopron, nell'Ungheria nordoccidentale.